# Кентшино
Кентшино (пол. Kętrzyno) — село в Польщі, у гміні Ліня Вейгеровського повіту Поморського воєводства.
Населення — 292 особи (2011).
У 1975-1998 роках село належало до Гданського воєводства.

## Демографія
Демографічна структура станом на 31 березня 2011 року:
|          | Загалом | Допрацездатний вік | Працездатний вік | Постпрацездатний вік |
| -------- | ------- | ------------------ | ---------------- | -------------------- |
| Чоловіки | 151     | 29                 | 106              | 16                   |
| Жінки    | 141     | 33                 | 77               | 31                   |
| Разом    | 292     | 62                 | 183              | 47                   |